# Сивиллер
Сивиллер (фр. Siewiller) — коммуна на северо-востоке Франции в регионе Гранд-Эст (бывший Эльзас — Шампань — Арденны — Лотарингия), департамент Нижний Рейн, округ Саверн, кантон Ингвиллер. До марта 2015 года коммуна административно входила в состав упразднённого кантона Дрюлинген (округ Саверн).
Площадь коммуны — 6,2 км², население — 411 человек (2006) с тенденцией к стабилизации: 408 человек (2013), плотность населения — 65,8 чел/км².

## Население
Население коммуны в 2011 году составляло 415 человек, в 2012 году — 418 человек, а в 2013-м — 408 человек.
| 1962 | 1968 | 1975 | 1982 | 1990 | 1999 | 2006 | 2008 | 2011 | 2012 | 2013 |
| ---- | ---- | ---- | ---- | ---- | ---- | ---- | ---- | ---- | ---- | ---- |
| 422  | 456  | 460  | 473  | 455  | 391  | 411  | 413  | 415  | 418  | 408  |

Динамика населения:

## Экономика
В 2010 году из 247 человек трудоспособного возраста (от 15 до 64 лет) 180 были экономически активными, 67 — неактивными (показатель активности 72,9 %, в 1999 году — 64,3 %). Из 180 активных трудоспособных жителей работали 166 человек (94 мужчины и 72 женщины), 14 числились безработными (7 мужчин и 7 женщин). Среди 67 трудоспособных неактивных граждан 18 были учениками либо студентами, 22 — пенсионерами, а ещё 27 — были неактивны в силу других причин.

## Достопримечательности (фотогалерея)

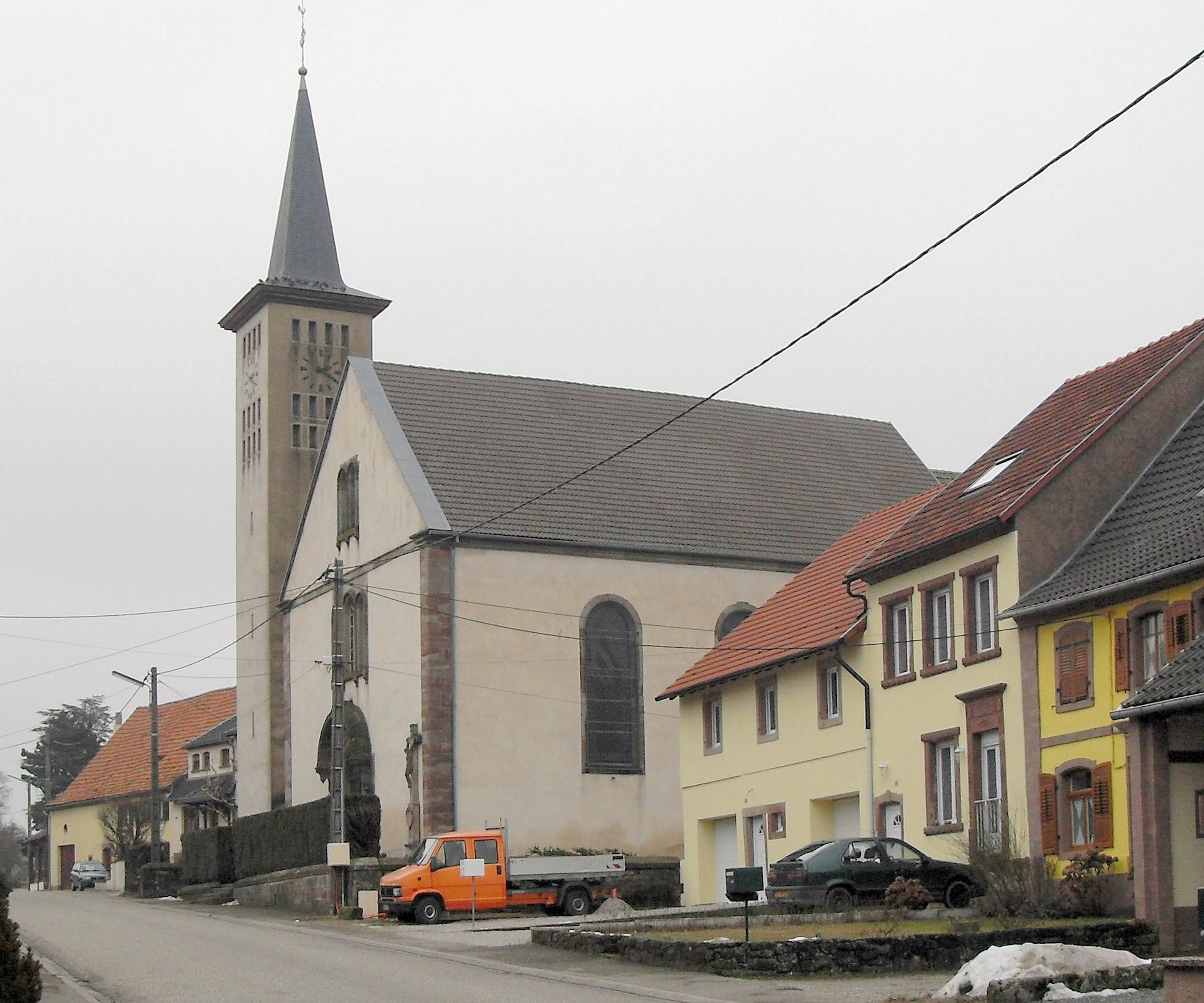
Католическая церковь
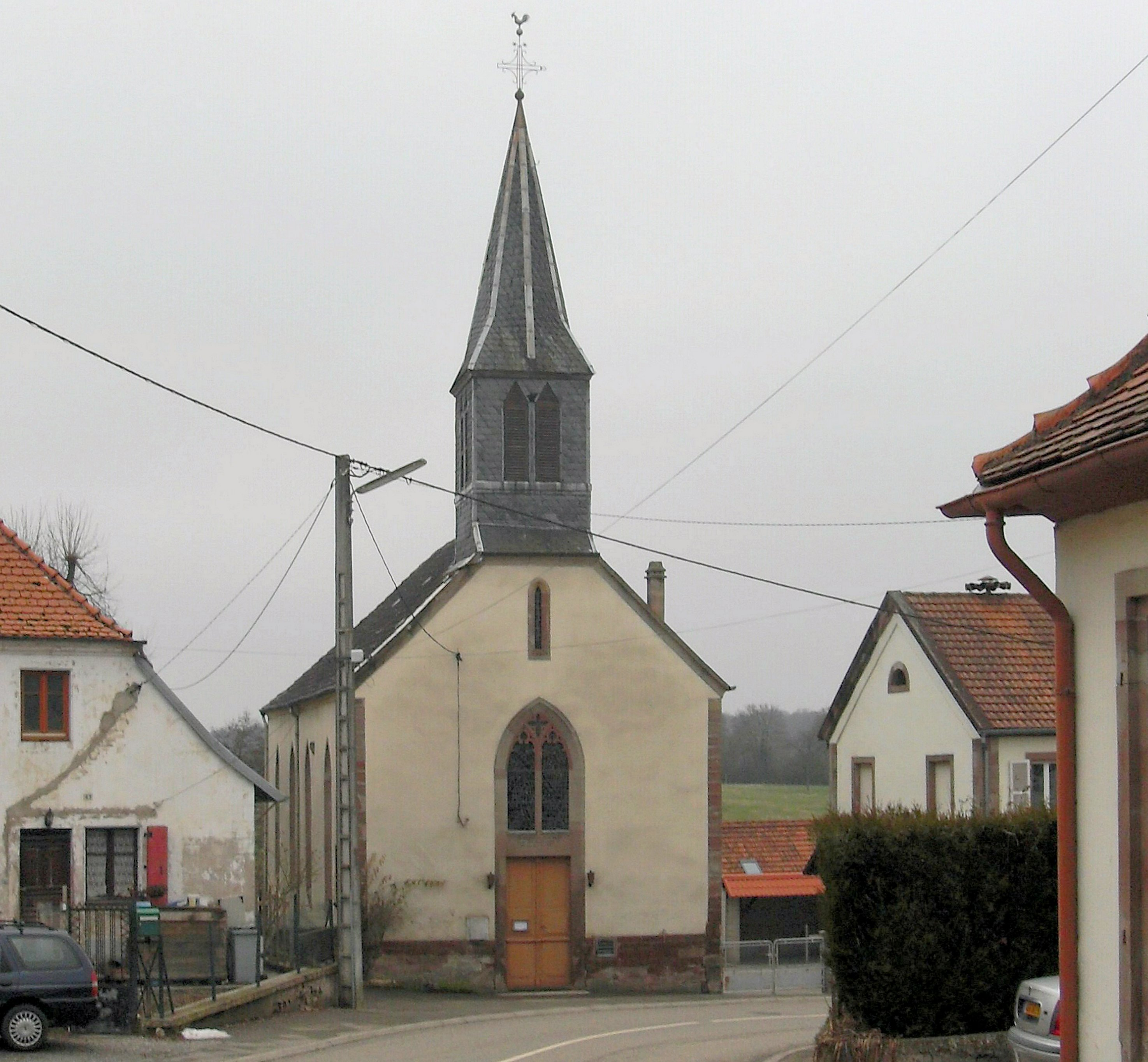
Лютеранская церковь